# Filip Grzegorczyk
Filip Grzegorczyk (ur. 30 kwietnia 1978 w Szczecinie) – polski menedżer branży energetycznej, prawnik, nauczyciel akademicki i urzędnik państwowy, doktor habilitowany nauk prawnych. W latach 2015–2016 wiceminister skarbu państwa, w latach 2016–2020 prezes zarządu Tauronu Polska Energia, twórca koncepcji strategicznej „Zielony Zwrot Taurona”, od 2020 do 2024 wiceprezes zarządu Grupy Azoty.

## Życiorys
Absolwent Wydziału Prawa i Administracji Uniwersytetu Jagiellońskiego, kształcił się również na Wydziale Studiów Międzynarodowych i Politycznych UJ, a także w ramach programów naukowych na uczelniach w Wielkiej Brytanii, Stanach Zjednoczonych i Francji. Na WPiA Uniwersytetu Jagiellońskiego uzyskiwał kolejne stopnie naukowe w zakresie nauk prawnych – doktora w 2006 ze specjalności prawo wspólnotowe (na podstawie pracy pt. Implementacja wspólnotowych regulacji konsumenckich na tle usług finansowych) i doktora habilitowanego w 2013 ze specjalnością prawo gospodarcze.
Jako nauczyciel akademicki zawodowo związany z Uniwersytetem Ekonomicznym w Krakowie, na którym objął stanowisko profesora w Katedrze Polityk Regulacyjnych na Wydziale Gospodarki i Administracji Publicznej. Pracował także jako radca w Ministerstwie Skarbu Państwa (2006–2007) i wiceprezes zarządu oraz dyrektor w koncernie Tauron Polska Energia (2007–2008). Od 2011 do 2014 związany z Kompanią Węglową, pełnił m.in. funkcję pełnomocnika zarządu ds. rozwoju energetyki.
20 listopada 2015 objął stanowisko podsekretarza stanu w Ministerstwie Skarbu Państwa. 15 listopada 2016 został  powołany na stanowisko prezesa zarządu Tauronu Polska Energia. W maju 2019 zaprezentował koncepcję strategiczną „Zielony Zwrot Taurona”, opierającą się na rozwoju tzw. czystej energii, zakładającą do 2030 zwiększenie do ponad 65% udziału źródeł nisko- i zeroemisyjnych w miksie wytwórczym grupy. W maju 2020 został uznany przez inwestorów i czytelników dziennika „Parkiet” za jednego z dwunastu „najlepszych prezesów firm z WIG30 na trudne czasy”. W lipcu 2020 zakończył pracę na stanowisku prezesa zarządu Grupy Tauron. W grudniu tegoż roku powołany na wiceprezesa zarządu Grupy Azoty. Pełnił tę funkcję do lutego 2024.